# Feltham
Feltham – miasto w Wielkim Londynie, w gminie London Borough of Hounslow. Feltham jest wspomniane w Domesday Book (1086) jako Felteham.